# NGC 7498
NGC 7498 је спирална галаксија у сазвежђу Водолија која се налази на NGC листи објеката дубоког неба.
Деклинација објекта је - 24° 25' 28" а ректасцензија 23h 9m 56,0s. Привидна величина (магнитуда) објекта NGC 7498 износи 14,4 а фотографска магнитуда 15,2. NGC 7498 је још познат и под ознакама ESO 535-6, MCG -4-54-8, PGC 70590.